# Muade ibne Muslim
Muade ibne Muslim ibne Muade (Mu'adh ibn Muslim ibn Mu'adh - lit. "Muade, filho de Muslim, filho de Muade") foi um general e governador do Califado Abássida. Era um persa de Cutal ou Rei, que converteu-se e tornou-se maula da tribo Banu Dul. Ele participou na Revolução Abássida em 737/738, e foi um partidário de Abu Muslim. Em 766, esteve nas fileiras do exército de Pequena Marv que foi derrotado pelo rebelde Almucana.
Ele serviu como governador do Coração em 778–780, e lutou contra os álidas em 785/6. Ele provavelmente morre logo depois. Muade foi intimamente relacionado com a família abássida, e sua família continuou a gozar alto ofício: um de seus filhos, Huceine, foi meio irmão do califa Alhadi, enquanto outro filho, Iáia, serviu como governador da Síria e Armênia.